# قائمة الأفلام المصرية سنة 2010
هذه قائمة بالأفلام المصرية لعام 2010 مرتبة أبجدياً

## 2010
| اسم الفيلم           | إخراج               | بطولة | ملاحظات |
| -------------------- | ------------------- | --- | ------- |
| 678                  | محمد دياب           | بشرى - نيللي كريم - ناهد السباعي - ماجد الكدواني - باسم سمرة - أحمد الفيشاوي                                                                               |         |
| أحاسيس               | هاني جرجس فوزي      | باسم سمرة - علا غانم - إدوارد - عبير صبري - أحمد عزمي - راندا البحيري - مروى - دنيا عبد العزيز - ماريا - إيناس النجار                                      |         |
| ابن القنصل           | عمرو عرفة           | أحمد السقا - غادة عادل - خالد صالح - سوسن بدر |         |
| الثلاثة يشتغلونها    | علي إدريس           | ياسمين عبد العزيز - صلاح عبد الله - هالة فاخر - رجاء الجداوي - لطفي لبيب - محمد لطفي - أحمد عز                                                             |         |
| الديلر               | أحمد صالح           | أحمد السقا - خالد النبوي - مي سليم - سامي العدل - منة فضالي - نضال الشافعي                                                                                 |         |
| الرجل الغامض بسلامته | محسن أحمد           | هاني رمزي - نيللي كريم - مروة حسين - فريال يوسف - حسن حسني                                                                                                 |         |
| الكبار               | محمد جمال العدل     | عمرو سعد - خالد الصاوي - زينة - محمود عبد المغني - عبلة كامل - سامي العدل - صفاء الطوخي                                                                    |         |
| اللمبي 8 جيجا        | أشرف فايق           | محمد سعد - مي عز الدين - حسن حسني - يوسف فوزي |         |
| الوتر                | أحمد صالح           | مصطفى شعبان - غادة عادل - أروى جودة - أحمد السعدني - سوسن بدر                                                                                              |         |
| بنتين من مصر         | محمد أمين           | زينة - صبا مبارك - أحمد وفيق - إياد نصار - طارق لطفي - نهال عنبر - عمر حسن يوسف                                                                            |         |
| بلبل حيران           | خالد مرعي           | أحمد حلمي - زينة - شيري عادل - إيمي سمير غانم |         |
| بون سواريه           | أحمد عواض           | غادة عبد الرازق - نهلة زكي - مي كساب - حسن حسني - مروى |         |
| تلك الأيام           | أحمد غانم           | محمود حميدة - أحمد الفيشاوي - صفية العمري - ليلى سامي |         |
| رسائل البحر          | داود عبد السيد      | آسر ياسين - بسمة - مي كساب - محمد لطفي - صلاح عبد الله - نبيهة لطفي                                                                                        |         |
| زهايمر               | عمرو عرفة           | عادل إمام - فتحي عبد الوهاب - أحمد رزق - نيللي كريم - رانيا يوسف - إيمان السيد - ضياء الميرغني                                                             |         |
| سمير وشهير وبهير     | معتز التوني         | أحمد فهمي - شيكو - هشام ماجد - إيمي سمير غانم - إنجي وجدان - رحمة حسن - محمود الجندي - شريف رمزي - دلال عبد العزيز - سلوى عثمان - هناء الشوربجي - حسن حسني |         |
| عائلة ميكي           | أكرم فريد           | لبلبة - أحمد فؤاد سليم - حسن حرب - إيريني فادي - عمرو عابد - رجاء حسين - سيف الدين طارق                                                                    |         |
| عايشين اللحظة        | ألفت عثمان          | إيساف - راندا البحيري - ياسر فرج - إيناس النجار - ميار الغيطي - عايدة رياض                                                                                 |         |
| عسل إسود             | خالد مرعي           | أحمد حلمي - إدوارد - لطفي لبيب - إيمي سمير غانم - أنعام سالوسة                                                                                             |         |
| عصافير النيل         | مجدي أحمد علي       | فتحي عبد الوهاب - عبير صبري - محمود الجندي - دلال عبد العزيز                                                                                               |         |
| قاطع شحن             | سيد عيسوي           | شادي شامل - شذى - عمر حسن يوسف - ياسمين الجيلاني - جيهان قمري                                                                                              |         |
| كلمني شكرا           | خالد يوسف           | عمرو عبد الجليل - غادة عبد الرازق - صبري فواز - شويكار - حورية فرغلي                                                                                       |         |
| لا تراجع ولا استسلام | أحمد الجندي         | أحمد مكي - دنيا سمير غانم - ماجد الكدواني - عزت أبو عوف - محمد شاهين                                                                                       |         |
| محترم إلا ربع        | محمد حمدي           | محمد رجب - روجينا - لاميتا فرنجية - إدوارد - مادلين طبر - أحمد زاهر - ليلى أحمد زاهر - أحمد راتب - ميمي جمال                                               |         |
| نور عيني             | وائل إحسان          | تامر حسني - منة شلبي - عمرو يوسف - عبير صبري- منة فضالي - مروة عبد المنعم - سعيد عبد الغني                                                                 |         |
| هليوبوليس            | أحمد عبد الله السيد | خالد أبو النجا - حنان مطاوع - هاني عادل - يسرا اللوزي - عايدة عبد العزيز                                                                                   |         |
| ولاد البلد           | إسماعيل فاروق       | سعد الصغير - دينا - محمد لطفي - علاء مرسي - سليمان عيد - إنجي وجدان - أحمد راتب                                                                            |         |
| ولد وبنت             | كريم العدل          | أحمد داود - مريم حسن - سوسن بدر - سامي العدل - هاني عادل                                                                                                   |         |